# Валканас, Григорис

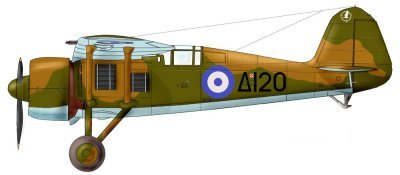
Истребитель PZL P.24 в окраске греческих ВВС.

Григорис Валканас  (греч. Γρηγόρης Βαλκανάς; 1916 — 18 ноября 1940) — греческий военный лётчик времён Второй мировой войны. 18 ноября 1940 года в воздушном бою совершил таран.

## Биография
Валканас родился в 1916 году в греческой провинции Аркадия, поступил в лётную школу в августе 1936 года и закончил её в сентябре 1939 года. Вскоре после начала Итало-греческой войны направлен в 23-ю истребительную эскадрилью греческих ВВС, располагавшуюся в городе Лариса.. 18 ноября 1940 года, в районе Морова, к северо-востоку от албанского города Корча, 5 греческих истребителей польской постройки PZL P.24 из 23-й и 22-й эскадрильи перехватили итальянские бомбардировщики, сопровождаемые истребителями. Валканас был единственным из лётчиков 23-й эскадрильи на счету которого ещё не было сбитого самолёта. После того, как в ходе боя он исчерпал все свои боеприпасы, он решил не возвращаться на базу и обрушил свой PZL на итальянский истребитель. Оба самолёта сгорели и их лётчики погибли.